# ميكي فنتون
ميكي فنتون (بالإنجليزية: Micky Fenton)‏ (30 أكتوبر 1913 في المملكة المتحدة - 5 فبراير 2003 في المملكة المتحدة) هو لاعب كرة قدم بريطاني (وحمل سابقاً جنسية المملكة المتحدة لبريطانيا العظمى وأيرلندا) في مركز الهجوم. شارك مع منتخب إنجلترا لكرة القدم. أما مع النوادي، فقد لعب مع بورت فايل ونادي ميدلزبره.

## وصلات خارجية
- ميكي فنتون على موقع قاعدة بيانات كرة القدم.إي يو (الإنجليزية)
- ميكي فنتون على موقع ناشيونال فوتبول تيمز (الإنجليزية)